# Bagna Łatana
Bagna Łatana (niem. Lattanabruch) – dawne śródleśne mokradła, położone w Lasach Korpelskich, na północny wschód od Wielbarka (przy dawnej granicy Prus Wschodnikch i Polski), osuszone w latach 1767-1794 i zasiedlone w ramach osadnictwa szkatułowego. Na terenie Bagien Łatana powstało sześć wsi.
W 1767 r. rozpoczęto pomiary bagien. W tym czasie w wielu miejscach te podmokłe tereny były nie do przejścia, ze względu na duże ilości leżących drzew i połamanych gałęzi. Pomiary udało się wykonać dopiero zimą 1768 r., a zakończyć w roku następnym. Następnie rozpoczęto melioracje obszaru obejmującego 380 włók, 17 morgów i 166 prętów magdeburskich. Kanały odpływowe skierowane zostały do rzek Omulew i Wałpusza. Wybudowano także siedem śluz, regulujących poziom wody. Koszty melioracji i pomiarów gruntów kosztowały 7626 talarów, 3 grosze i 6 fenigów. Planowano, że koszty inwestycji zwrócą się do 1810 lub 1811 roku. Przez rok trwały prace projektowe oraz bezpłatnie udostępniano zalegające na tym obszarze drewno. Lokacja nowych wsi i zasiedlenie mokradeł Łatany rozpoczęła się w roku 1794.
W ciągu dwóch lat (1794-95) na osuszonym obszarze założono sześć wsi: Łatana Wielka (Łatana), Borki Wielbarskie, Lejkowo, Zapadki, Olędry, Ostrowy. Skolonizowano łącznie 340 włók, 4 morgi i 32 pręty magdeburskie. Grunty te zasiedliło 67 gospodarzy oraz kilku zagrodników. Każdy z gospodarzy drogą losowania otrzymał działkę wielkości 5-10 włók ziemi uprawnej oraz łąk lub pastwisk. Wsie połączone były nasypami, a teren łąk i pastwisk poprzecinany był licznymi rowami. Dla nowo założonych wsi wyznaczono 15 lat wolnizny (zwolnienia podatkowego). Czynsz ustalono w wysokości dwóch talarów i 40 groszy od włóki. Ponieważ zagrodnicy nie byli w stanie otrzymać się z małego przydziału ziemi, dlatego w latach późniejszych 15 zagrodników otrzymało pola, wydzielone z pobliskich Lasów Chocholskich.
Po kolejnych regulacjach w roku 1818, tereny po dawnym mokradle Łatany zamieszkiwało 87 gospodarzy włókowych i 10 zagrodników z rodzinami (łącznie 693 osoby), gospodarząc na 442 włókach, 26 morgach i 19 prętach ziemi, płacąc roczny czynsz w wysokości 1090 talarów, 72 groszy i 9 fenigów. Według spisu w tym czasie na wspomnianych gruntach utrzymywanych było 202 konie, 446 sztuk bydła, 195 sztuk cieląt, 303 owce, 281 świń oraz 85 uli.
W nowo założonych wsiach przeważali luteranie i włączeni zostali do parafii w Wielbarku. Katolicy byli nieliczni. Prawie wszyscy byli narodowości polskiej.

## Literatura
- Max Toeppen: Historia Mazur. Przyczynek do dziejów krainy i kultury pruskiej. Olsztyn: Wspólnota Kulturowa "Borusia", 1995. ISBN 83-900380-3-X. Brak numerów stron w książce
- Iwona Liżewska, Wiktor Knercer: Przewodnik po historii i zabytkach Ziemi Szczycieńskiej. Olsztyn: Agencja Wydawnicza "Remix" s.c., 1998, s. 171. ISBN 83-87031-13-5.
- Mieczysław Orłowicz: "Ilustrowany przewodnik po Mazurach Pruskich i Warmii. Na nowo podali do druku Grzegorz Jasiński, Andrzej Rzempołuch, Robert Traba", Olsztyn, Agencja Wydawnicza "Remix", 1991, 301, ISBN 83-900155-0-1